# Interfaccia audio

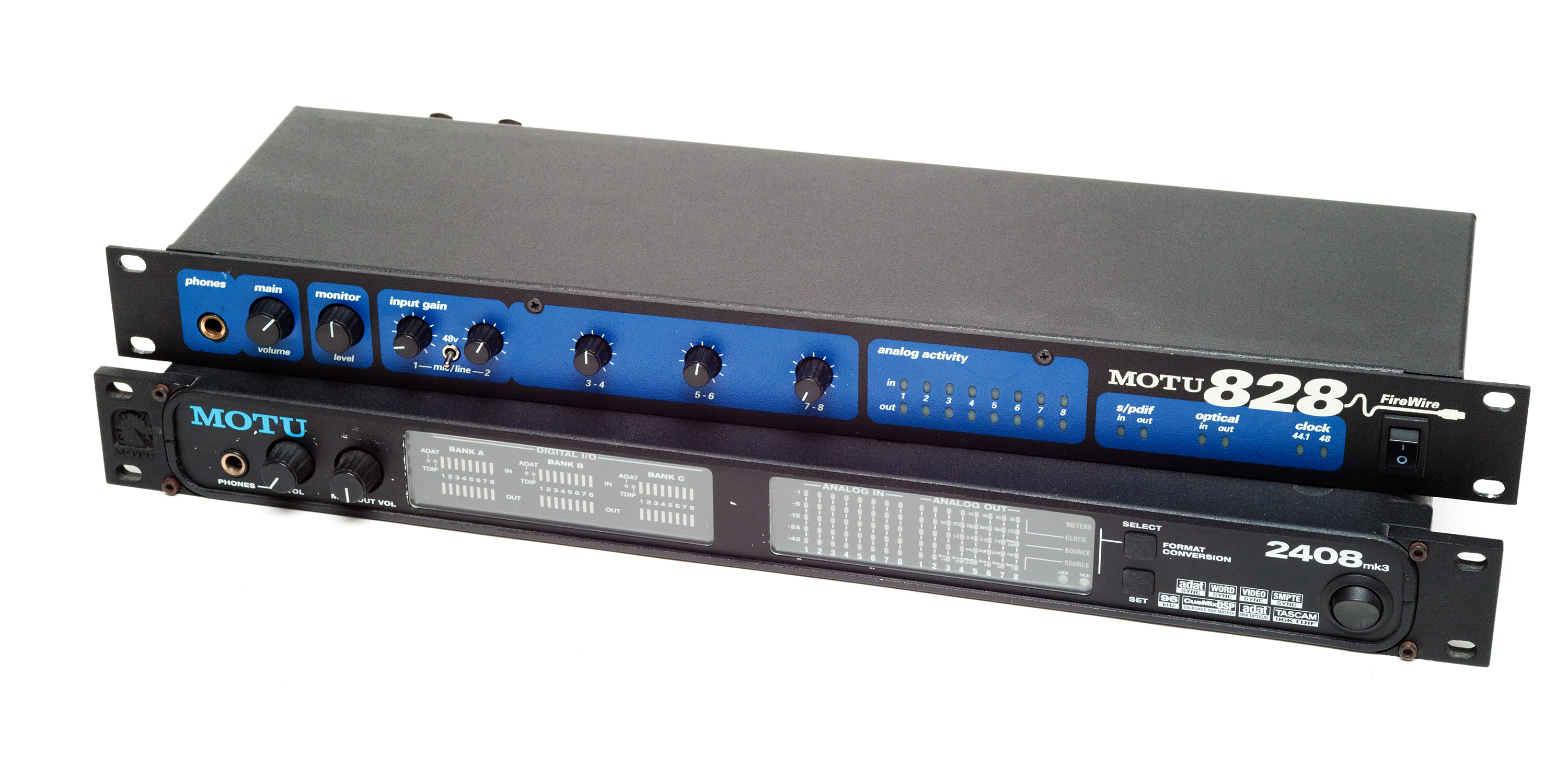
Due esempi delle prime interfacce audio mai prodotte, previste come moduli di un sistema di rack

Un'interfaccia audio è un componente elettronico che si inserite fra una o più sorgenti sonore e un computer o un dispositivo di registrazione in modo da consentire l'elaborazione dei segnali prodotti dalle sorgenti o il pilotaggio di queste ultime in base a segnali forniti dal computer.
A volte le interfacce audio vengono impropriamente denominate schede audio, con cui hanno degli elementi in comune. Tuttavia una scheda audio è un componente prevalentemente bidimensionale, mentre l'interfaccia audio ha piuttosto natura di parallelepipedo nella maggior parte dei casi. Ancora, se le schede audio sono dei moduli integrati tipicamente ottimizzati per la riproduzione audio, un'interfaccia audio è invece principalmente destinata a fornire una conversione di formato analogico-digitale e digitale a bassa latenza per applicazioni audio professionali .
Le interfacce audio possono comprendere preamplificatori per microfono, come anche ingressi di linea analogici, ingressi DI e ingressi digitali ADAT o S/PDIF . Le uscite sono linea analogica, cuffie e digitale. Sono solitamente fornite sul mercato come "unità esterne", "dispositivi da scrivania" o in un formato rack da 19 pollici . Nei modelli correntemente sviluppat i si possono trovare dai due ai trenta canali di ingresso/uscita.

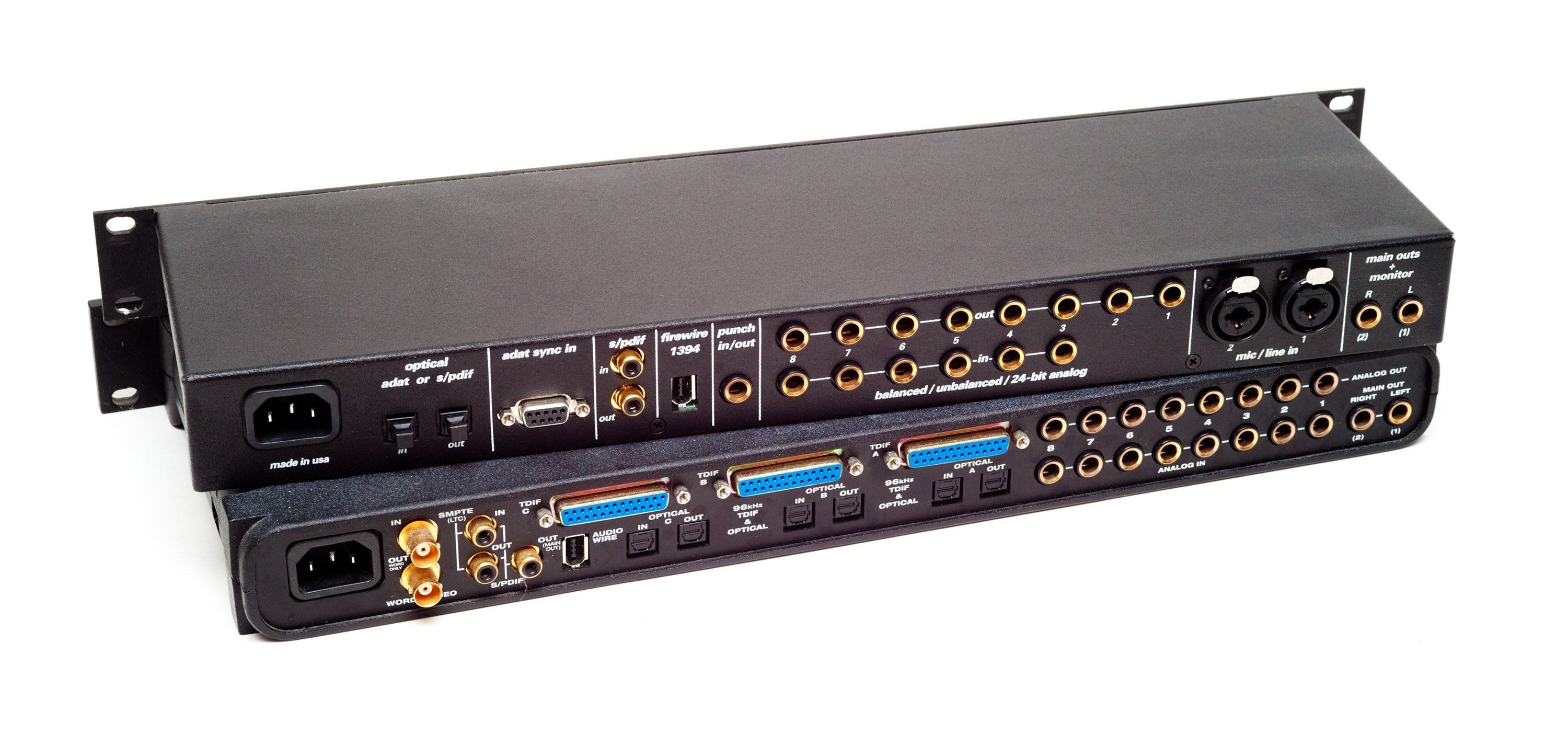
Le interfacce audio professionali spesso presentano prese di ingresso di formati standard dell'industria musicale, come XLR e jack audio da 1/4", in questo caso ADAT, TDIF e S/PDIF

## Storia
Le interfacce audio a sè stanti si sono sviluppate nel mercato della registrazione proprietaria su disco rigido degli anni '80 e '90. Successivamente, i progressi nella potenza dei processori e nella velocità dei dischi rigidi hanno fatto sì che, a metà degli anni '90, i personal computer fossero in grado di registrare audio multicanale nello standard del compact disc a 16 bit e 44 kHz.
I primi sistemi come Sound Tools (1989) e Session 8 (1993) di Digidesign e Ensoniq PARIS (1998) consistevano in un'unità esterna che si collegava al computer dell'utente con una scheda ISA o SCSI. Dalla fine degli anni '90 in poi si è preferito adottare interfacce standard per computer come FireWire, USB e infine Thunderbolt.

## Confronto con i mixer
A differenza di un mixer, una interfaccia audio è sono progettate per trasmettere l'audio su multi-canale direttamente a una workstation audio digitale dell'utente. Al contrario, i mixer sono predisposti a miscelare l'audio ricevuto in multi-canale, ad esempio sommando due segnali di ingresso ricevuti in una coppia stereo a due canali.
Ancora, se i mixer presentano diversi bottoni come ad esempio i fader, le interfacce audio sono piuttosto invece delle semplici scatole ossia moduli di un sistema a rack. C'è da dire che a partire dal 2020 alcuni componenti elettronici denominati mixer digitali forniscono il passthrough audio multicanale.